# Hôtel Arnoux de Maison-Rouge
L’hôtel Arnoux de Maison-Rouge est un hôtel particulier situé à Riom, en France.

## Localisation
L'hôtel particulier est situé sur la commune de Riom, 7 rue de l'Horloge, dans le département du Puy-de-Dôme, à côté de la Tour de l'Horloge.

## Historique
En 1483, un incendie a détruit une grande partie des maisons de Riom.
L'hôtel surmonte une cave qui est probablement d'origine médiévale.
La tradition attribuait cet hôtel à Jean Arnoux de Maison Rouge, aïeul du père jésuite Jean Arnoux (1576-1636), confesseur de Louis XIII, entre 1617 et 1621. Les armes des familles Mazuer et Cambray sont sculptées dans la cour. Les Mazuer sont d'une famille originaire de Montferrand ayant donné d'éminents jurisconsultes. En 1600, Jean Mazuer, lieutenant de la prévôté générale d'Auvergne, a épousé Anglenne de Cambray. En 1607, Jean Mazuer est greffier en chef de la prévôté. Albert de Remacle attribue à Jean Mazuer la construction de cet hôtel à partir de 1600. Jean Mazuer est mort en 1612.
En 1646, la cloche de la tour de l'horloge est tombée sur cet hôtel, causant d'importants dégâts.
Les Arnoux, originaires de Riom, ont été anoblis par la charge de trésorier au Bureau des finances qu'ils ont exercé pendant plusieurs générations. Ils n'ont eu de liens matrimoniaux avec la famille Cambray qu'en 1702. Cependant un membre de la famille Arnoux a acquis l'hôtel avant cette date. Émile Clouard, dans Les Gens d'autrefois. Riom au XVe et XVIe siècles, paru en 1910, a écrit que M. Arnoux a refusé en 1697 de rendre à la ville la cloche de la tour de l'horloge « qui est tombée dans sa maison en y faisant de grands dégâts ».
Dans l'aile gauche sur cour où se trouvent les appartements, les fenêtres du rez-de-chaussée ont été agrandies pour les adapter à la mode de Louis XIV qui a créé ce style de porte-fenêtre.
La façade sur rue a été reconstruite vers 1770 avec un balcon au premier étage.
L'élévation arrière sur le jardin porte la date 1806.

## Protection
L'ensemble des façades et des toitures, l'escalier avec sa cage, le vestibule et le grand-salon sont classés au titre des monuments historiques le 26 décembre 1985,.

## Description

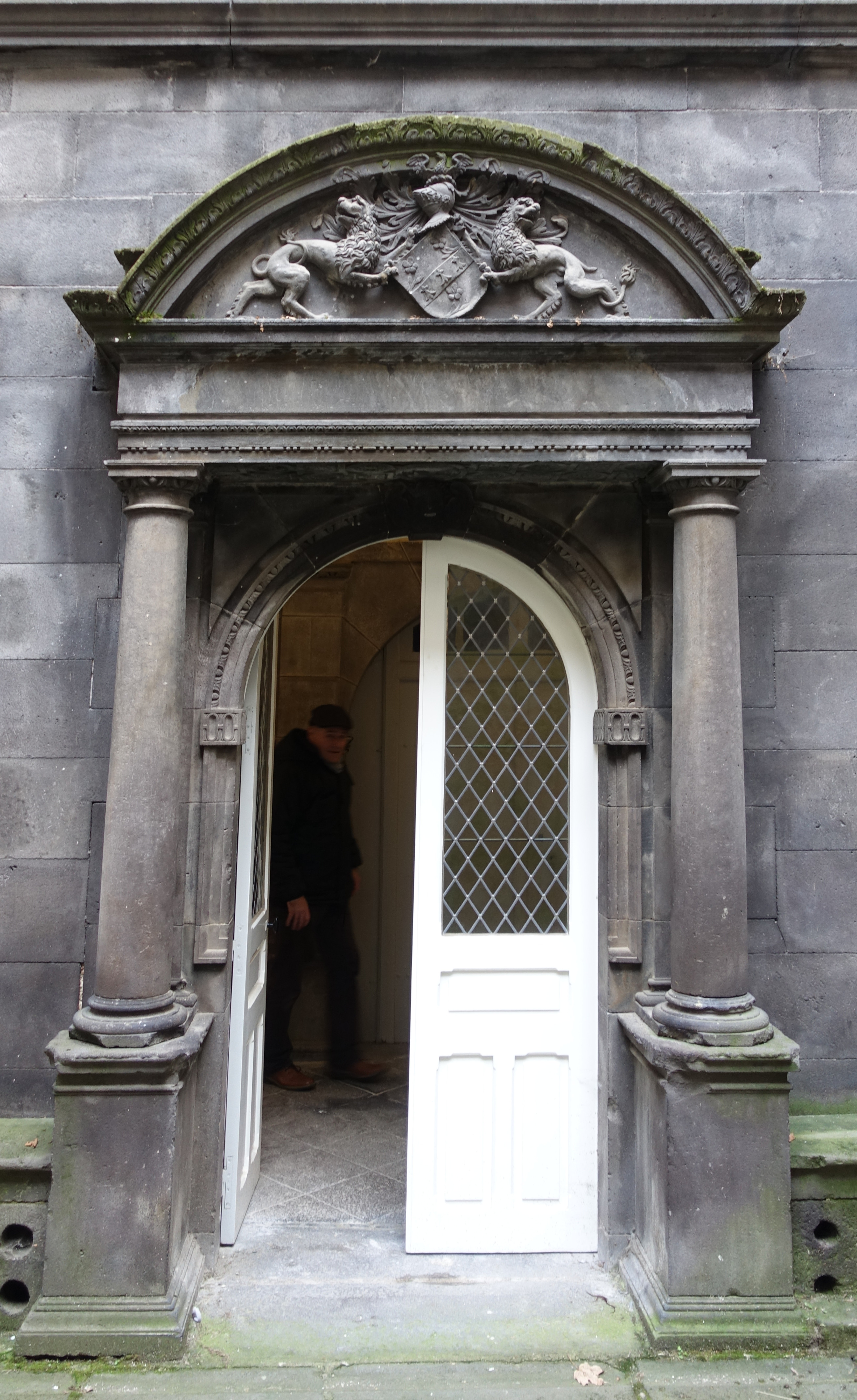
Porte de la cour intérieure de l'Hôtel Arnoux de Maison-Rouge.

L'hôtel Arnoux de Maison-Rouge a plusieurs caractéristiques qui le rendent assez singulier à Riom.
L'hôtel est traversant entre la rue de l'Horloge et la rue Soubrany et possède plusieurs corps de bâtiments. L'entrée principale est sur la rue de l'Horloge.
La partie la plus intéressante est la première cour. On y accède par un large couloir allant de la rue de l'Horloge à la deuxième cour, en passant sous les deux corps de logis et les galeries qui les relient. À gauche de ce couloir, une porte ouvre sur cette cour. Le décor de cette cour est le seul qui soit de style Renaissance à Riom. Paul Vitry a relevé les archaïsmes de cette façade. Sous Louis XIII on construit en reprenant les formes traditionnelles conjointement avec les formes classiques. La façade reprend des éléments architecturaux de la seconde école de Fontainebleau. Sur la cour, la porte est encadrée de deux colonnes toscanes. Elles portent, au-dessus du linteau, un tympan en demi-cercle sur lequel sont sculptés deux lions supportant un écu avec les armes de la famille Arnoux, surmonté d'un casque de profil et d'un aigle aux ailes déployées. De chaque côté de la porte, des lucarnes ovales dans des cadres finement sculptés avec des éléments décoratifs déjà employés dans la première Renaissance, mais avec des découpures utilisées dans la seconde moitié du XVIe siècle. Ces motifs se retrouvent dans les livres publiés par des artistes français après leur voyage en Italie. Au premier étage a été réalisée une galerie éclairée par trois baies cintrées géminées. La qualité du décor de la façade pose la question du rôle de cette cour et quand pouvait-on en profiter.
À droite du couloir, en face de la porte, se trouve un grand escalier droit dont la cage est divisée par un mur médian. L'escalier étant à couvert, il n'est éclairé qu'à partir du premier étage par les baies géminées. Les travées sont couvertes de berceaux rampants.
La salle du rez-de-chaussée du corps de logis côté rue est voûtée d'arêtes. Le deuxième corps de logis en fond de cour a un aspect plus classique ainsi que le remarque Paul Vitry. Il y avait à l'origine deux grandes fenêtres au rez-de-chaussée. Elles ont été transformées en porte dans le style de Louis XIV. Le cordon qui servait d'appui aux fenêtres a été coupé. Au premier étage, le cordon qui servait d'appui aux fenêtres du premier étage qui est dans le prolongement de celui de la galerie a été coupé pour agrandir les fenêtres. Paul Vitry a écrit : « La qualité des décorations et l'ordonnance régulière du fond de la cour dénotent bien, dès l'abord, une date avancée dans le XVIe siècle. On est même tenté, au premier abord, d'en reporter l'exécution jusqu'au XVIIe siècle. Mais la galerie étroite qui rejoint, comme les anciennes coursières, les deux corps de bâtiment est très typique encore, comme parti et comme décor, de la deuxième moitié du XVIe siècle ».